# Dirphya schoutedeni
Dirphya schoutedeni là một loài bọ cánh cứng trong họ Cerambycidae.